# Runner's World
Runner's World (letterlijk: "wereld van de hardloper") is een tijdschrift over hardlopen dat in verschillende landen wordt uitgegeven. Het blad is in 1966 voor het eerst uitgegeven door de Amerikaan Bob Anderson. Anderson verkocht het blad in de jaren tachtig aan Rodale Press. In de jaren negentig werd gestart met het internationaal uitgeven van Runner's World, waarbij werd begonnen in het Verenigd Koninkrijk. Inmiddels geeft Rodale Press het blad in samenwerking of in licentie uit in verschillende landen: Australië, België, Duitsland, Italië, Nederland, Spanje, Verenigd Koninkrijk, Verenigde Staten, Zuid-Afrika en Zweden. De internationale edities gebruiken kopij uit de Amerikaanse editie, maar hebben ook een eigen redactie die meer lokale artikelen schrijft.

## Nederlandse editie
Runner's World werd in 1996 voor het eerst in Nederland uitgegeven. Het magazine wordt in licentie uitgegeven door Hearst Nederland, maar valt officieel onder PXR. 
Het hardlooptijdschrift bestaat per editie uit 100 pagina’s met daarin onder andere een hardloopagenda, trainingstips en tips voor voeding en gezondheid. Het blad heeft een oplage van bijna 40.000 per editie.
Runner's World is naamsponsor van de Circuit Run in Zandvoort.

### Oplage
| Jaar | Betaalde gerichte oplage | Totaal verspreide oplage |       |
| ---- | ------------------------ | ------------------------ | ----- |
| 2004 | 37.920                   | 38.765                   | [ 2 ] |
| 2006 | 38.847                   | 39.349                   | [ 3 ] |
| 2007 | 42.094                   | 42.583                   | [ 4 ] |
| 2011 | 38.369                   | 40.400                   | [ 5 ] |
| 2012 | 33.917                   | 35.692                   | [ 6 ] |
| 2022 | 18.894                   | 19.319                   |       |